# Міячі (Брестоваць)
45°26′ пн. ш. 17°28′ сх. д. / 45.44° пн. ш. 17.47° сх. д.
Міячі (хорв. Mijači) — населений пункт у Хорватії, у Пожезько-Славонській жупанії у складі громади Брестоваць.

## Населення
Населення за даними перепису 2011 року становило 18 осіб.
Динаміка чисельності населення поселення:

## Клімат
Середня річна температура становить 10,20 °C, середня максимальна – 23,80 °C, а середня мінімальна – -5,84 °C. Середня річна кількість опадів – 901 мм.
| Клімат поселення                              | Клімат поселення | Клімат поселення | Клімат поселення | Клімат поселення | Клімат поселення | Клімат поселення | Клімат поселення | Клімат поселення | Клімат поселення | Клімат поселення | Клімат поселення | Клімат поселення | Клімат поселення |
| Показник                                      | Січ.             | Лют.             | Бер.             | Квіт.            | Трав.            | Черв.            | Лип.             | Серп.            | Вер.             | Жовт.            | Лист.            | Груд.            |                  |
| Середній максимум, °C                         | 6,27             | 8,02             | 12,19            | 15,66            | 20,70            | 23,80            | 23,51            | 22,88            | 19,08            | 14,60            | 9,23             | 5,16             |                  |
| Середня температура, °C                       | 0,22             | 1,95             | 6,12             | 9,60             | 14,65            | 17,75            | 19,79            | 19,16            | 15,35            | 10,88            | 5,50             | 1,44             |                  |
| Середній мінімум, °C                          | −5,84            | −4,11            | 0,06             | 3,54             | 8,60             | 11,70            | 16,08            | 15,45            | 11,64            | 7,16             | 1,79             | −2,28            |                  |
| Норма опадів, мм                              | 55               | 51               | 60               | 75               | 84               | 104              | 84               | 86               | 72               | 77               | 85               | 68               |                  |
| Середньомісячна швидкість вітру, м/с          | 2.13             | 2.38             | 2.66             | 2.56             | 2.34             | 2.11             | 2.04             | 1.93             | 1.98             | 2.08             | 2.16             | 2.21             |                  |
| Середньомісячна сонячна радіація, кДж/м²·день | 4388             | 7131             | 10877            | 15139            | 19222            | 21301            | 22125            | 19768            | 14748            | 9235             | 4986             | 3678             |                  |
| --------------------------------------------- | ---------------- | ---------------- | ---------------- | ---------------- | ---------------- | ---------------- | ---------------- | ---------------- | ---------------- | ---------------- | ---------------- | ---------------- | ---------------- |
| Джерело:                                      |                  |                  |                  |                  |                  |                  |                  |                  |                  |                  |                  |                  |                  |